# Clemens Wilmenrod
Clemens Wilmenrod, pseudonimo di Carl Clemens Hahn (Willmenrod, 24 luglio 1906 – Monaco di Baviera, 12 aprile 1967), è stato un cuoco e attore tedesco.
Nonostante non avesse mai avuto una vera e propria formazione culinaria, Wilmenrod viene ricordato per essere stato il primo cuoco televisivo tedesco e gli vengono accreditate diverse ricette fra cui le fragole con le mandorle e il toast Hawaii, l'antesignano della pizza hawaiana. Gli viene inoltre riconosciuto il merito di aver popolarizzato il tacchino di Natale in Germania.

## Biografia

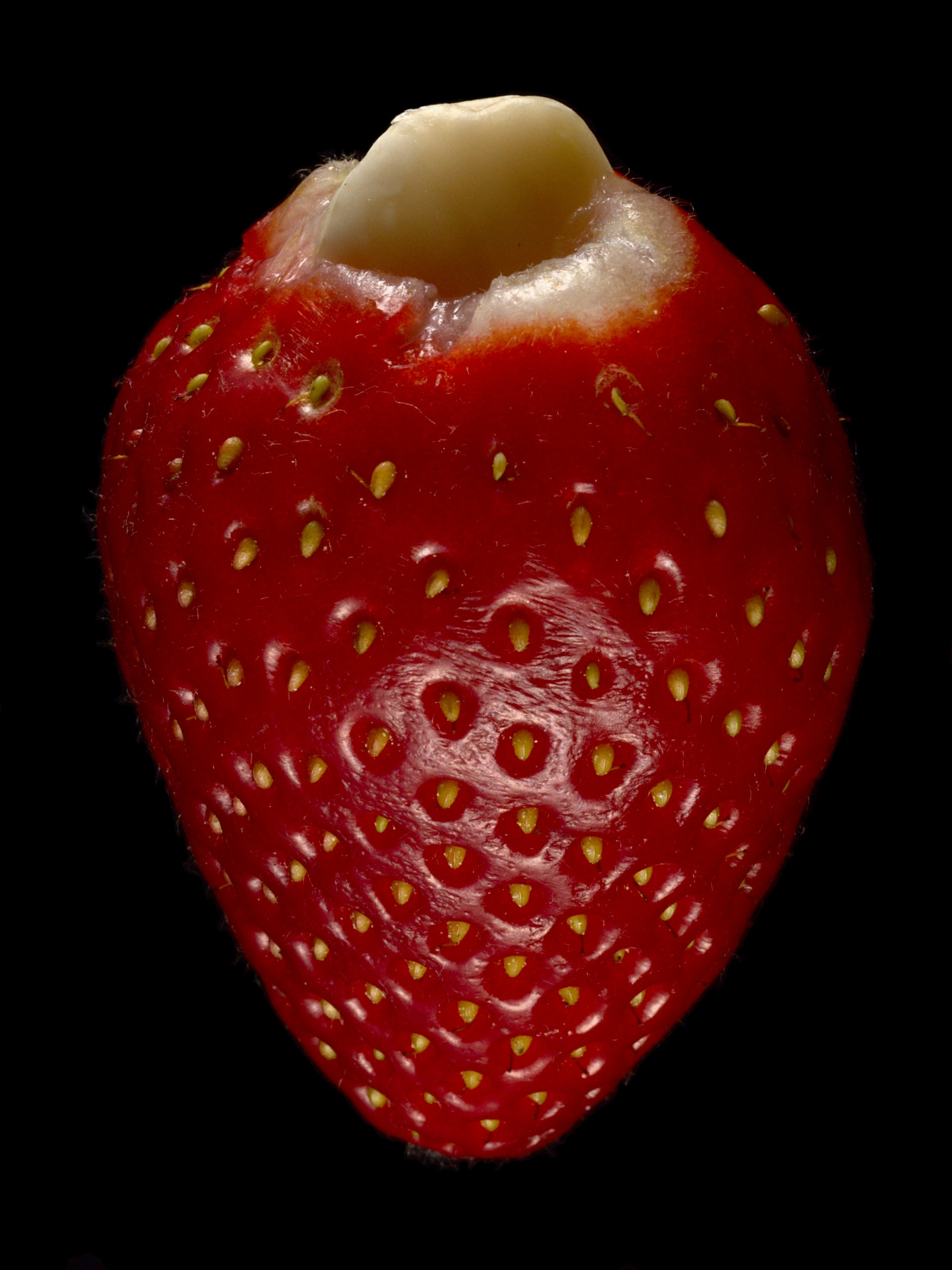
Una fragola ripiena, una delle ricette più note di Wilmenrod

### Carriera di attore
Dopo aver studiato pianoforte presso il conservatorio di Limburg an der Lahn, Wilmenrod prese lezioni di recitazione a Düsseldorf da Louise Dumont. In seguito recitò a Stendal e, dal 1935, lavorò presso il Residenztheater di Wiesbaden. A partire dal 1939 iniziò invece a recitare alla Komödienhaus di Dresda. Tuttavia, in nessuna di queste circostanze ottenne successi significativi.
Nel 1945, durante la seconda guerra mondiale, entrò nei panzergrenadier e fu ferito a un orecchio. In questo periodo tentò senza fortuna di pubblicare il suo libro Ohne mich, in cui avrebbe voluto descrivere in 400 pagine la sua esperienza di 111 giorni presso la Wehrmacht.
Debuttò nel cinema nel 1950 nei film Wenn eine Frau liebt, a cui parteciparono anche Hilde Krahl e Johannes Heesters, e Hochzeitsnacht im Paradies, nel cui cast figurava Claude Farell. Nello stesso anno lavorò all'Hessisches Staatstheater Wiesbaden e sposò Erika; i due si trasferirono a Lubecca l'anno seguente. Dopo una lite con il regista del teatro di Lubecca in cui lavorava, iniziò a recitare presso "La piccola commedia" di Amburgo. Ebbe anche un ruolo minore in Due mogli per ogni uomo (1951) e partecipò alla produzione hollywoodiana I dannati (1951) assieme a noti attori come Richard Basehart e Oskar Werner.

### Carriera culinaria

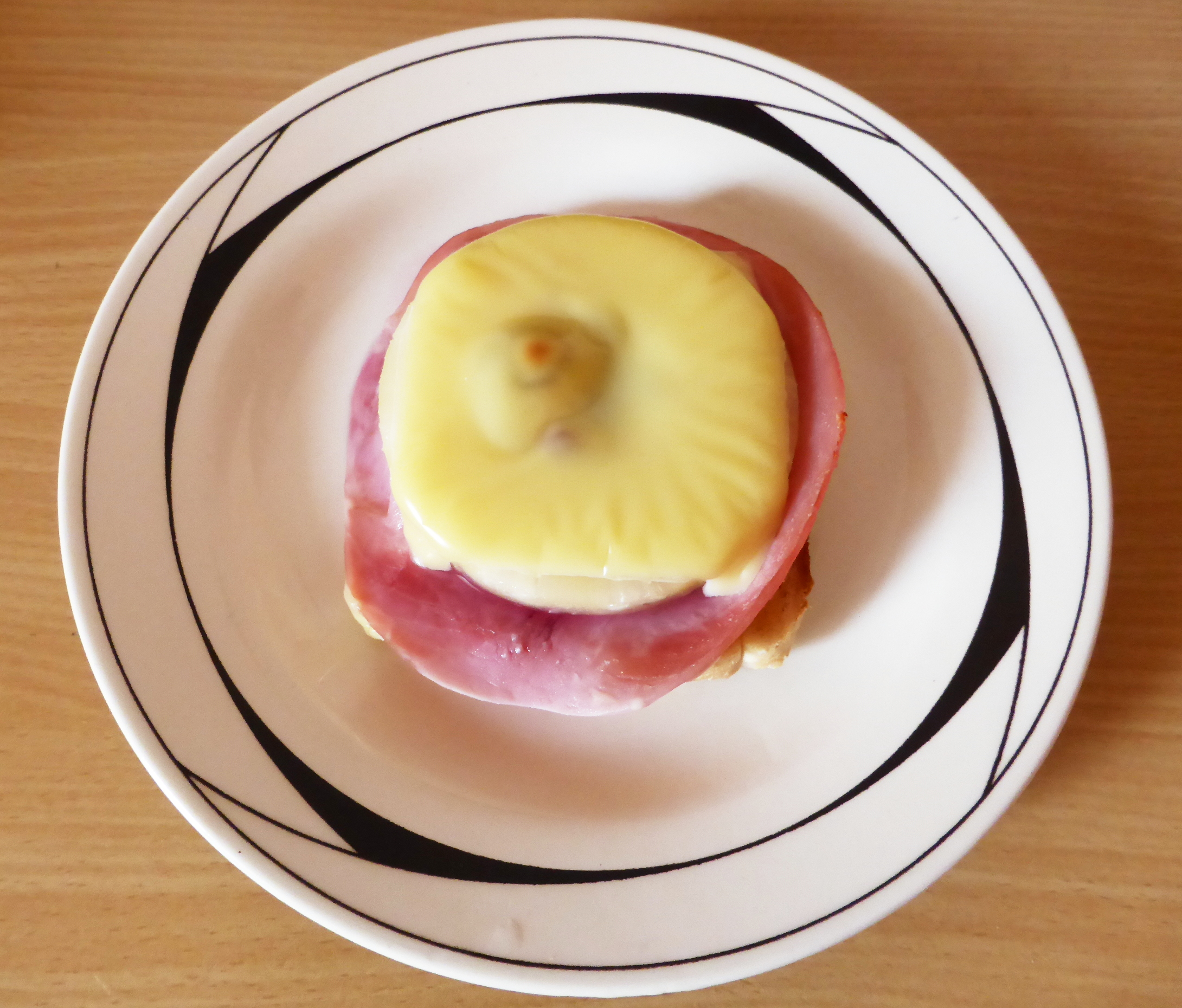
Un toast Hawaii

Dal 20 febbraio 1953 al 16 maggio 1964, Wilmenrod e sua moglie Erika presero parte a 185 trasmissioni del programma televisivo Bitte in Zehn Minuten zu Tisch, trasmesso dalla WDR e in cui egli dava lezioni di cucina creativa. Durante tale trasmissione, Wilmenrod si faceva soprannominare "Don Clemente" e indossava un grembiule su cui era raffigurata una caricatura di Mirko Szewczuk. Alcune delle sue ricette, semplici e dai nomi esotici, includevano il toast Hawaii (una fetta di pancarré con formaggio, ananas e prosciutto guarniti da una ciliegia al maraschino) l'Arabisches Reiterfleisch (un piatto a base di carne macinata e cipolle), le fragole ripiene di mandorle e le "uova torero" (una frittata con pomodoro).

### Morte
Nel 1967, Wilmenrod si tolse la vita all'età di 60 anni all'ospedale di Monaco di Baviera, presumibilmente perché soffriva di un tumore dello stomaco, e fu sepolto nella sua città natale Willmenrod.

## Opere
- Es liegt mir auf der Zunge, 1954
- Clemens Wilmenrod bittet zu Tisch, 1956
- Wie in Abrahams Schoß. Brevier für Weltenbummler und Feinschmecker, 1958
- Französische Küche, 1963
- Im Fernsehen gekocht. Hundertundein Rezept von Clemens Wilmenrod, 1963

## Filmografia parziale

### Cinema
- Wenn eine Frau liebt, regia di Wolfgang Liebeneiner (1950)
- Hochzeitsnacht im Paradies, regia di Géza von Bolváry (1950)
- Due mogli per ogni uomo (Die Frauen des Herrn S.), regia di Paul Martin (1951)
- I dannati (Decision Before Dawn), regia di Anatole Litvak (1951)
- Ein Ferienbett mit 100 PS, regia di Wolfgang Becker (1965)

### Televisione
- Die Geishas des Captain Fisby, regia di Gustav Burmester (1953)

### Serie TV
- Die fünfte Kolonne –  serie TV, 4x4 (1966)
- Das Kriminalmuseum –  serie TV, 5x3 (1967)